# Nils Törnqvist
Nils Olof Törnqvist, född 30 augusti 1981, är en svensk trumslagare.
Törnqvist är uppväxt i Gävle. Han studerade vid Jazzgymnasiet i Gävle, där han lärde känna Petter Winnberg. De två har sedan dess spelat tillsammans i en rad olika konstellationer, till exempel Hjálmar, Little Majorette och Amason. Efter Thomas Mera Gartz bortgång ersatte Törnqvist honom som trummis i Träd, Gräs och Stenar år 2012. Törnqvist är även trummis i trion Daniel4Ever som släppte sin första singel 2021. Han har även spelat ihop med artister som Robyn, Laleh, Lykke Li, Miike Snow och Markus Krunegård.